# Негруш, Роман Станислав
Роман Станислав Негруш (пол. Roman Stanisław Negrusz; 17 апреля 1874, Самбор – 10 февраля 1926, Львов) – польский физик. Хабилитированный доктор (1907, тема диссертации «Badania nad polaryzacją galwaniczną»). 

## Биография
Родился 17 апреля 1874 года в Самборе. Отец Кароль — инженер-строитель, мать Бронислава (урожденная Якубовская). Брат Казимеж — горный инженер, преподаватель Горно-металлургической академии в Кракове. 
В 1892 году окончил Самборскую гимназию. В 1892—1896 годах изучал точные науки на философском факультете Львовского университета, преимущественно химию у Бронислава Радзишевского, под руководством которого получил докторскую степень (тема диссертации «O trzech izomerycznych benzylotoluolach») в 1901 году. В 1900–1902 годах изучал электрохимию и физическую химию в Берлинском техническом университете, в 1902–1903 годах в Париже, в 1903–1904 годах у Макса Планка в Берлине, в 1904–1905 годах работал на заводе прецизионных инструментов и станков Boley в Англии. С 1906 года работал во Львовском университете, с 1917 года — экстраординарный профессор, с 1920 года — ординарный профессор, в 1920—1926 годах возглавлял кафедру экспериментальной физики, в 1925-1926 годах — декан философского факультета.
Предложил метод получения чистых изомеров бензилтолуола, разработал ряд научных приборов (пьезостат, ультрамикрометр с точностью измерения до сотых долей микрона, шлифовальный станок для минералогов и химиков, манометр для измерения малых давлений, гальванометр с подвижным магнитом, прецизионный прокатный стан для прокатки ламелей, удлиненный мост Уитстона, инвертор для демонстрации волнового движения, барометр, который должен был стать частью полностью автоматической метеостанции, но он не успел завершить работу над ней); автор изобретений, имевших практическое значение и производившихся в промышленных масштабах (машины для печатания банкнот, железнодорожные сигнальные аппараты, пантографы, точилки для бритвенных лезвий, карманный фонарик с ручным приводом); был научным консультантом на фабрике аккумуляторов З. Станецкого и на первом в Польше ламповом заводе «Żareg» во Львове (сконструировал устройство для изготовления спиралей к лампам накаливания).
Умер от рака 10 февраля 1926 года во Львове.
От брака с химиком Элеонорой, урожденной Райхерт (умерла в 1976 году), имел сыновей: Адама, профессора механики Вроцлавского университета, и Анджея, врача.